# Число независимости
Число независимости графа {\displaystyle G} — это размер наибольшего независимого множества вершин в нём.
Поскольку задача о независимом множестве является NP-полной, то неизвестны алгоритмы определения числа независимости в произвольном графе, работающие за полиномиальное время.
В любом графе {\displaystyle G=(V,E)} число независимости {\displaystyle \alpha (G)} связано с числом вершинного покрытия {\displaystyle \tau (G)} первым тождеством Галлаи: {\displaystyle \alpha (G)+\tau (G)=|V|}, более того, дополнение к наибольшему независимому множеству вершин является наименьшим вершинным покрытием. Используя этот факт, в двудольном графе {\displaystyle G} можно найти {\displaystyle \alpha (G)} за полиномиальное время, поскольку задача о наименьшем вершинном покрытии в нём сводится к поиску наибольшего паросочетания.
В графе {\displaystyle G}, в котором отсутствуют изолированные вершины (вершины степени 0), также справедливо неравенство {\displaystyle \alpha (G)\leq \rho (G)}, где {\displaystyle \rho (G)} — число рёберного покрытия графа {\displaystyle G}. В двудольном графе {\displaystyle G} без изолированных вершин, вследствие Теоремы Кёнига, {\displaystyle \alpha (G)=\rho (G)}.